# Hidroxilamină
Hidroxilamina este un compus anorganic cu formula chimică NH2OH. În stare pură, este un compus solid, cristalin, instabil și higroscopic. De aceea, este regăsită sub formă de soluție apoasă și este utilizată ca reactiv pentru obținerea oximelor. De asemenea, este un intermediar al procesului biologic de nitrificare, proces în care oxidarea amoniacului (NH3) la hidroxilamină este mediată de enzima amoniu-monooxigenaza (AMO). Hidroxilamin-oxidaza (HAO) oxidează hidroxilamina la ion nitrit. Hidroxilaminele sunt derivații substituiți ai hidroxilaminei (în acest caz, -NH-OH poate fi considerată a fi o grupă funcțională).

## Obținere
HNO3+3H2=>NH2OH+2H2O

## Proprietăți
Hidroxilamina reacționează cu electrofili, precum sunt agenții de alchilare, legându-se de atomul de oxigen sau azot al acestora. Se obțin derivați de hidroxilamină:
R-X + NH2OH → R-ONH2 + HX
R-X + NH2OH → R-NHOH + HX
Reacția sa cu aldehide sau cetone conduce la obținerea de oxime (aldoxime și respectiv cetoxime):
R-CH=O + NH2OH∙HCl , NaOH → R-CH=N-OH + NaCl + H2O
R2C=O + NH2OH∙HCl , NaOH → R2C=N-OH + NaCl + H2O